# Gare d’Ytrac
Gare d’Ytrac vasútállomás Franciaországban, Ytrac településen.

## Vasútvonalak
Az állomást az alábbi vasútvonalak érintik:
- Figeac–Arvant-vasútvonal

## Kapcsolódó állomások
A vasútállomáshoz az alábbi állomások vannak a legközelebb:
- Gare de Lacapelle-Viescamp
- Gare d’Aurillac